# VSpeed V77
Der VSpeed V77 ist ein Sportwagen, der von der VSpeed automotive GmbH in der sächsischen Stadt Radeberg gefertigt wurde. Der erste fertige Prototyp wurde Ende Juli 2014 vorgestellt, die Produktion des Fahrzeugs begann im gleichen Jahr.

## Fahrzeug
Der VSpeed V77 basiert technisch auf der Corvette C6 des US-amerikanischen Automobilherstellers General Motors. Die Karosserie wird aus Gründen der Gewichtsoptimierung zu großen Teilen aus mit Kohlenstofffasern verstärktem Kunststoff gefertigt. Das Design ist an die Sportwagen der 1960er Jahre angelehnt. Angetrieben wird der V77 von einem V8-Motor mit 6162 cm³ Hubraum, dessen Leistung gegenüber dem Basisfahrzeug um 30 kW auf 351 kW (477 PS) gesteigert werden konnte.
Die erste Produktionsreihe war auf 12 Fahrzeuge limitiert. Bis Mitte 2015 wurden nach Angaben des Unternehmens fünf Exemplare des VSpeed V77 verkauft.

## Unternehmen
VSpeed automotive wurde 2014 von dem Architekten Bernd Nömer nach dreijähriger Planungszeit gegründet. Als Berater des Unternehmens fungierte Sepp Melkus, Enkel des Rennfahrers und Rennwagenkonstrukteurs Heinz Melkus. Der VSpeed V77 war das erste in der Manufaktur gefertigte Modell. Im Juli 2015 stellte das Unternehmen den Entwurf eines zweiten Modells, des VSpeed V88 auf der Basis der Corvette C6 Z06, vor. Im November 2018 wurde die Firma aus dem Handelsregister gelöscht.